# 방중현
방중현(본명: 방문수, 1974년 4월 8일 ~ )은 대한민국의 배우이다.

## 주요 출연작

#### 드라마
- 1994년 MBC 《사랑을 그대 품안에》
- 2006년 KBS2 《연어의 꿈》 - 정민수 역
- 2007년 KBS2 《그대의 풍경》 - 박동혁 역
- 2008년 KBS2 《징계위원회》
- 2008년 KBS1 《나의 피투성이 연인》
- 2008년 ~ 2009년 KBS2 《아내와 여자》 - 박청하 역
- 2009년 ~ 2010년 KBS2 《수상한 삼형제》 - 하행선 역
- 2010년 KBS2 《KBS 드라마 스페셜 - 어서 말을 해》
- 2010년 KBS2 《드라마스페셜 연작시리즈 - 락 락 락》 - 김종서 역
- 2010년 KBS2 《KBS 드라마 스페셜 - 달팽이 고시원》 - 재벌남 역
- 2011년 KBS2 《드림하이》
- 2011년 SBS 《여인의 향기》 - 의사 역
- 2011년 KBS2 《KBS 드라마 스페셜 - 휴먼 카지노》
- 2011년 ~ 2012년 KBS1 《당신뿐이야》 - 기동찬 역
- 2012년 KBS2 《각시탈》 - 박성모 역
- 2012년 KBS2 《KBS 드라마 스페셜 환향 쥐불놀이》 - 문진사 역
- 2012년 KBS2 《KBS 드라마 스페셜 - 오월의 멜로》 - 현우 역
- 2013년 tvN 《우와한 녀》 - 차세대 역
- 2016년 KBS2 《구르미 그린 달빛》 - 김근교 역

### 영화
- 2004년《하류인생》
- 2004년《사람을 찾습니다》
- 2005년《극장전》
- 2005년《가발》: 기석 역
- 2005년《돌림병》: 조난한 역
- 2005년《하와이》(감독)
- 2006년《Mr. 로빈 꼬시기》: 준형 역
- 2009년《환심》
- 2009년《백야행 - 하얀 어둠 속을 걷다》: 조민우 형사 역
- 2018년《그림자 먹는 개》

### 연극 / 뮤지컬
- 2005년 뮤지컬《카르멘》: 돈 호세 역
- 2005년 뮤지컬《로미오와 줄리엣》

#### 시사/교양
- 2012년 10월 25일 ~ 12월 6일 올'리브 《올리브쇼 - 키친파이터》

### 다큐멘터리
- 2013년 KBS1 《의궤 8일간의 축제》: 정조 역